# Micardia argentoidea
Micardia argentoidea là một loài bướm đêm trong họ Noctuidae.